# ロスタム・バトマングリ
ロスタム・バトマングリ（Rostam Batmanglij、ペルシア語: رستم باتمانقلیچ、IPA: [rosˈtæm bɒːtmɒːŋɢeˈliːdʒ]、1983年11月28日 - ）は、ロスタム（Rostam）の名で知られるアメリカ合衆国の音楽家、歌手、ソングライター、音楽プロデューサー。かつてエレクトロ・ポップデュオのDiscoveryやインディーロックバンドのヴァンパイア・ウィークエンドに在籍していた。現在はソロ活動の他、ソングライター・プロデューサーとして活躍している。

## 生い立ち
ロスタム・バトマングリは1983年にワシントンD.C.でイラン・ペルシャ系の両親の元に生まれる。母のナジュミーイェ・バトマングリは料理本の著者として有名で、父は出版者だった。兄のザル・バトマングリは映像作家で映画監督として活躍しており、一部の作品ではロスタムが音楽を担当している。

## 音楽活動

### ヴァンパイア・ウィークエンド

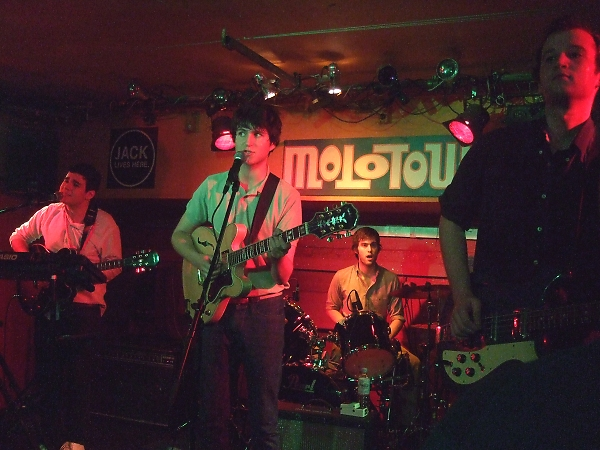
ヴァンパイア・ウィークエンドで演奏するロスタム（左）2007年

ロスタムはコロンビア大学に進学し、在学中に知り合った仲間と2006年にヴァンパイア・ウィークエンドを結成する。2016年の脱退までに3枚のアルバムを制作し、商業・批評的に大きな成功を収めた。なお脱退後もヴァンパイア・ウィークエンドの音源制作には関わり続けている。

### ディスカバリー
ロスタムは2005年にRa Ra RiotのWes Milesと共にエレクトロ・ポップデュオのDiscoveryを結成した。アルバムの制作を初めてまもなくお互いのバンドが忙しくなり、制作に時間がかかってしまったが、2009年にアルバムを発表した。アルバムにはヴァンパイア・ウィークエンドのエズラ・クーニグや、ダーティー・プロジェクターズのエンジェル・デラドゥーリアンが参加している。2015年にはRa Ra Riotの4作目のアルバムにロスタムが参加している。

### ソロ活動
2011年9月、ロスタムはソロ楽曲「Wood」を発表する。続けて11月には楽曲「Don't Let it Get to You」を発表する。2016年1月には楽曲「EOS」を発表し、ミュージックビデオも公開された。さらに３月には楽曲「Gravity Don't Pull Me」がミュージックビデオと共に公開される。年末にはソロアルバムを制作していることを公表した。2017年4月には楽曲「Gwen」を、6月に「Bike Dream」を公開。ソロデビューアルバム『Half-Light』は9月8日にリリースされた。
2021年2月2日、ロスタムはシングル「These Kids We Knew」をリリース。同年6月4日に2作目となるソロアルバム『Changephobia』を発表した。

### コラボレーティブ活動

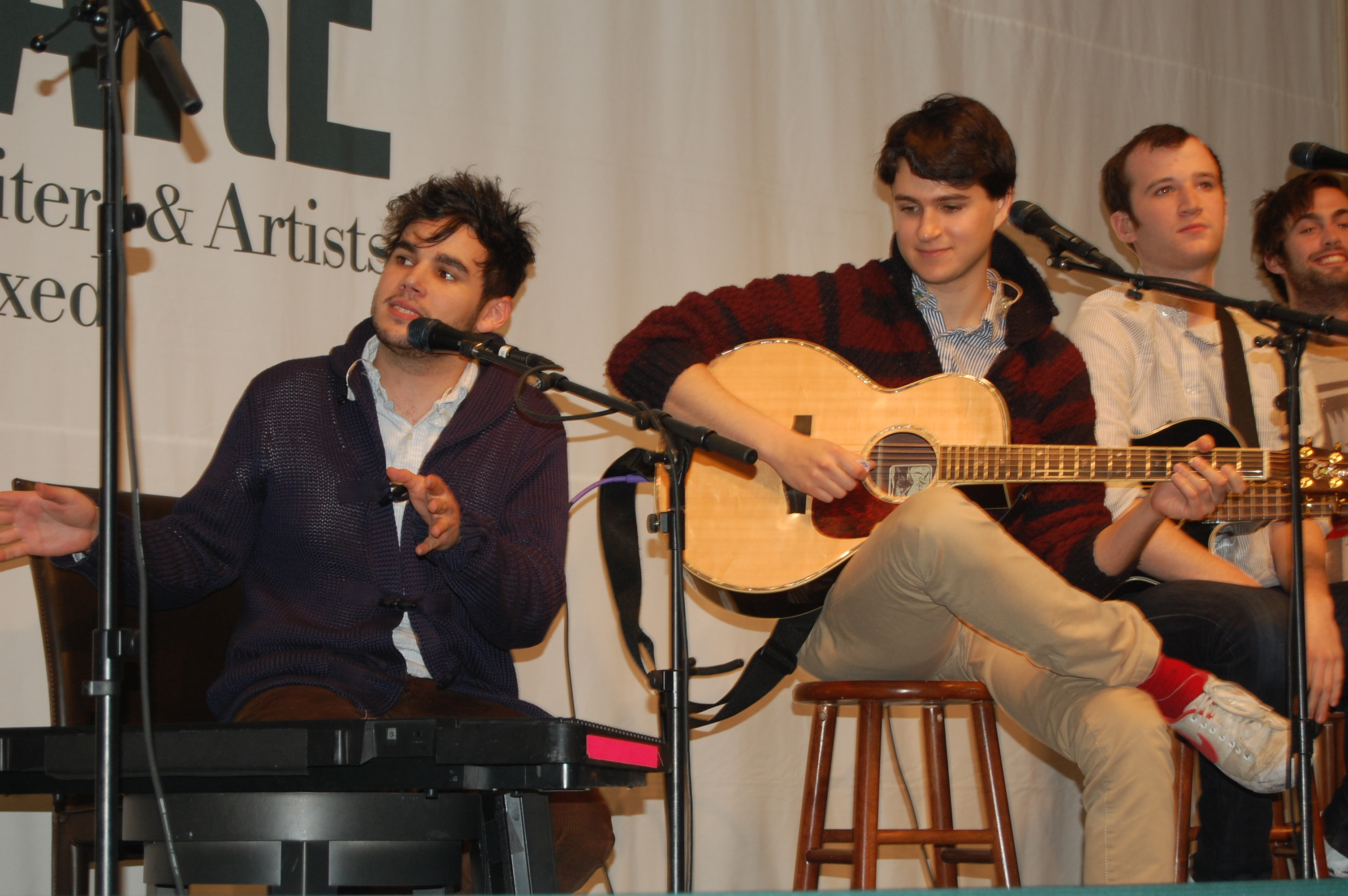
ヴァンパイア・ウィークエンドのイベントでのロスタム（左）2010年

2010年、ロスタムが作曲しキッド・カディとベスト・コーストのベサニー・コセンティーノがフィーチャリングで参加した楽曲「All Summer」がコンバースの音楽シリーズの一環でリリースされた。
2014年、ロスタムはザ・ウォークメンのハミルトン・リーサウザーのソロアルバム『Black Hours』にソングライターとして2曲参加した。また、Charli XCXのアルバム『Sucker』の楽曲「Need Ur Luv」にプロデュースで参加した。またこの年、ケネス・ロナーガンの舞台『This Is Our Youth』にオリジナル楽曲を提供した。
2015年、カーリー・レイ・ジェプセンのアルバム『Emotion』に4曲でソングライターとプロデューサーとして参加した。
2016年、ロスタムはHamilton Leithauser and Rostam名義でハミルトン・リーサウザーとのコラボアルバム『I Had a Dream That You Were Mine』をリリースする。2人は、アルバムからのシングル「1000 Times」をザ・レイト・ショー・ウィズ・スティーヴン・コルベアで演奏した。また、アルバムからの楽曲「In a Black Out」はiPhone 7のコマーシャルに使用された。さらにこの年には、フランク・オーシャンのアルバム『Blonde』に収録された楽曲「Ivy」と「Seigfried」にソングライターとプロデューサーとして参加する。またソランジュのアルバム『A Seat at the Table』では楽曲「F.U.B.U.」に演奏で参加した。
2017年、ハイムのアルバム『Something to Tell You』に5曲で参加した。
2018年、マギー・ロジャースのデビューアルバム『Heard It in a Past Life』に収録された「Fallingwater」にソングライター・プロデューサー・プレイヤーとして参加する。
2019年、脱退したヴァンパイア・ウィークエンドのニューアルバムの制作に参加する。また、ハイムのシングル「Summer Girl」にソングライター・プロデューサーとして参加する。
2020年、ハイムのアルバム『Women in Music Pt. III』に参加する。アルバムのプロモーションではバックバンドのメンバーとして一部のライブに参加し、テレビにも一緒に出演した。

## 私生活
ゲイであることを公表しており、Out Magazineで自身の性的指向について語っている。

## ディスコグラフィ

### アルバム
ソロ作品
- Half-Light（2017年）
- Changephobia（2021年）

Vampire Weekend
- Vampire Weekend（2008年）
- Contra（2010年）
- Modern Vampires of the City（2013年）

Discovery
- LP（2009年）

Hamilton Leithauser and Rostam
- I Had a Dream That You Were Mine（2016年）

### 映画・舞台の音楽
- Sound of My Voice（2011年）- 音楽
- ザ・イースト The East（2013年）- 「Doc's Song」オリジナルピアノ曲
- This Is Our Youth（2014年）- 舞台音楽
- The OA（2016年）- メインテーマ、音楽

### プロダクション参加作品
以下は主な作品の抜粋
- Dirty Projectors『New Attitude』「Two Young Sheeps」（2006年）
- Das Racist『Relax』「The Trick」（2011年）
- Hamilton Leithauser『Black Hours』（2014年）
- Charli XCX『Sucker』「Die Tonight」「Need Ur Luv」（2014年）
- Carly Rae Jepsen『Emotion』「Warm Blood」（2015年）
- Ra Ra Riot『Need Your Light』（2016年）
- Santigold『99¢』（2016年）
- Frank Ocean『Blonde』「Ivy」「Seigfried」（2016年）
- Francis and the Lights『Farewell, Starlite!』「Friends」（2016年）
- Solange『A Seat at the Table』「F.U.B.U.」（2016年）
- HAIM『Something to Tell You』（2017年）
- RAC『EGO』「This Song」feat. Rostam（2017年）
- Declan McKenna『What Do You Think About the Car?』「Listen to Your Friends」（2017年）
- Lykke Li『So Sad So Sexy』「Hard Rain」（2018年）
- Maggie Rogers『Heard It in a Past Life』「Fallingwater」（2018年）
- Wet『Still Run』（2018年）
- Vampire Weekend『Father of the Bride』（2019年）
- Clairo『Immunity』（2019年）エグゼクティブプロデュース
- HAIM『Women In Music Pt III』（2020年）